# ビルト・フォー・スピード
『ビルト・フォー・スピード』 (BUILT FOR SPEED) とはアメリカのロカビリーバンド、ストレイ・キャッツが1982年にリリースしたアメリカでの1stアルバム。

## 解説
ストレイ・キャッツにとって母国のデビューアルバムであるが、渡英し、イギリスでリリースされた二枚のアルバムがアメリカで未発売だったため、1作目と2作目のベスト・トラックに新曲「ビルト・フォー・スピード」を加えた編集盤である。15週もの間全米チャート2位に居座り(マイケル・ジャクソンのスリラーに阻まれ1位にはならなかった)、プラチナ・ディスクを獲得した。収録されたシングルも「ロックタウンは恋の街」(全米9位)、「気取りやキャット」(同3位)と大ヒットした。

## 収録曲
1. ロック・タウンは恋の街 - Rock This Town
2. ビルト・フォー・スピード - Built for Speed
3. フォード39年モデル - Rev It Up & Go
4. 気取りやキャット - Stray Cat Strut
5. リトル・ミス・プリッシー - Little Miss Prissy
6. ランブル・イン・ブライトン - Rumble In Brighton
7. 涙のラナウェイ・ボーイ - Runaway Boys
8. おもいでサマー・ナイト - Lonely Summer Nights
9. ダブル・トーキン・ベイビー - Double Talkin' Baby
10. 冷たい仕打ち - You Don't Believe Me
11. ジニー・ジニー・ジニー - Jeanie,Jeani,Jeanie
12. ベイビー・ブルー・アイズ - Baby Blue Eyes